# Rare Vintage
Rare Vintage es un álbum recopilatorio de la banda de Glam Metal Vixen. El álbum contiene grabaciones realizadas para la película Hardbodies (1984), en la que la banda interpreta a una banda ficticia llamada Diaper Rash.

## Lista de canciones
Todas las canciones compuestas por Vixen, excepto donde se indique.
1. Highway To Heartache
2. Animal Magnetism
3. Big Brother
4. Give It Away
5. Mr. Cool (Gail Erickson)
6. Runnin’ (Cindy Boettcher)
7. You Ought To Know By Now
8. Charmed Life, de Vixen
9. Give It A Chance
10. Computer Madness

## Músicos
Janet Gardner - Voz
Jan Kuehnemund -  guitarra eléctrica
Pia Maiocco - Bajo
Laurie Hedlund - Bateria
Tamara Ivanov - guitarra eléctrica